# Martin Rolinski
Martin Andrzej Rolinski, född 23 juni 1982 i Angered, är en svensk sångare och före detta medlem i musikgruppen BWO.

## Biografi
Martin Rolinskis föräldrar kommer ursprungligen från Polen, men själv är han uppvuxen i Angered. Han talar flytande polska. Rolinski har studerat på automation- och mekatronikprogrammet (Z) vid Chalmers tekniska högskola i Göteborg och har studerat på maskin med inriktning industriell ekonomi vid Kungliga Tekniska högskolan i Stockholm.
Martin Rolinski är gift sedan 2008 och har två döttrar födda 2009 respektive 2012.

## Karriär
Rolinski inledde sin musikkarriär när han slog vad med några vänner om att gå på en audition för dokusåpan Popstars. Han gick vidare till finalgruppen men blev utslagen precis innan finalen. Han var körledare för Angered i Körslaget 2012. Han åkte ut i tredje programmet.
Efter sin medverkan i Popstars arbetade Rolinski med Anders Hansson, som i sin tur kände Alexander Bard. Genom Hansson kom Rolinski i kontakt med Bard. År 2003 bildades electropopgruppen BWO (Bodies Without Organs) av Alexander Bard med Marina Schiptjenko och Rolinski som var sångare. År 2011 lämnade Rolinski sitt tidigare skivbolag EMI och gick över till SoFo Records.
2013 tävlade Rolinski i Melodifestivalen 2013 i deltävling 3 med låten In and out of Love. Han gick då vidare till Andra chansen men slogs ut (med 2 175 rösters marginal) av Robin Stjernberg som sedan vann hela tävlingen.
Den 4 november 2017 organiserade och deltog Martin Rolinski i konserten "We Are Voice", en stor arenakonsert där publiken är kören som sjunger tillsammans med artisterna Tommy Körberg, Malena Ernman, Molly Sandén samt medgrundarna Fredrik Berglund och Simon Ljungman.
Den 30 mars 2019 deltog Martin Rolinski i konserten "We are voice", en konsert där publiken får chansen att sjunga med artister via en applikation.

## Diskografi

### Singlar
- 2011 – Blame It On A Decent Matter (Capitol Music Group AB).
- 2011 – Blame It On A Decent Matter (Capitol Music Group AB).
- 2013 – Golden Rays EP (Capitol Music Group AB).
- 2013 – In And Out Of Love (Capitol Music Group AB).
- 2017 – Hjältarnas år (George Németh).
- 2017 – Tillsammans (Thuneth Production).